# Roma in Nordmazedonien

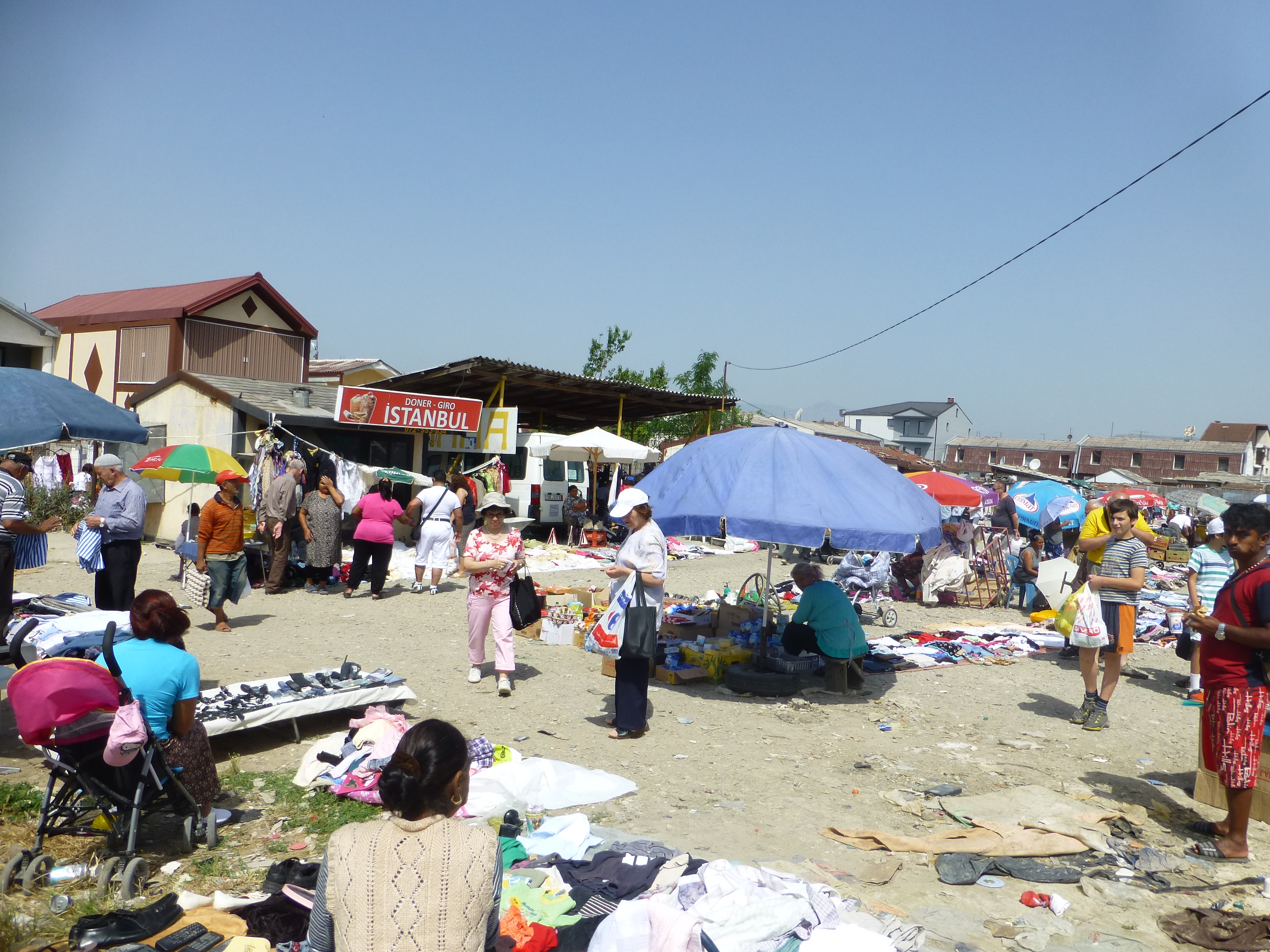
Markt in Opština Šuto Orizari, der sogenannten "Hauptstadt der Roma"

Roma machen in Nordmazedonien offiziell etwa 3 % der Bevölkerung aus (geschätzt bis zu 10 %) und stellen neben Albanern und Türken die größte ethnische Minderheit dar.

## Geschichte

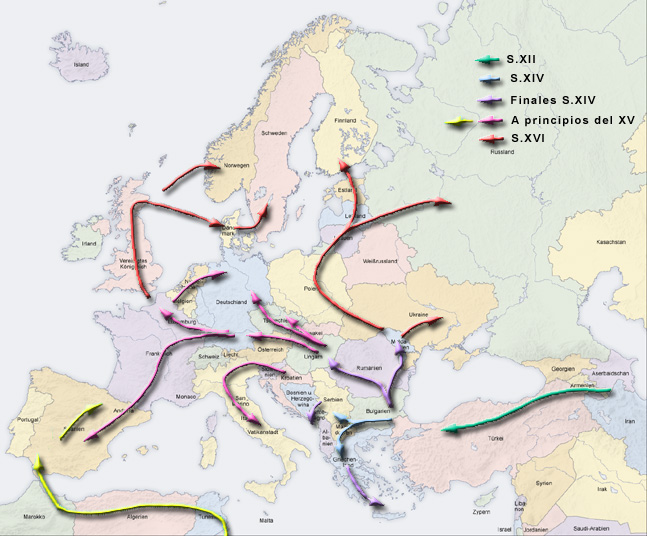
Wahrscheinliche Ausbreitung der Roma in Europa

Die Roma stammen aus dem nördlichen Indien, ihre Sprache Romani ist mit Hindi, Panjabi und Marwari verwandt. Sie sind im Mittelalter aus unbekannten Gründen über Persien und Anatolien nach Europa und Nordafrika gewandert. Wahrscheinlich haben sie sich zu Beginn des 14. Jahrhunderts im heutigen Nordmazedonien niedergelassen. Durch die Diskriminierung durch die slawische Mehrheit waren sie darauf angewiesen, von Dorf zu Dorf zu ziehen.
Unter der Osmanenherrschaft kamen weitere Roma aus Anatolien als Arbeitskräfte. Muslimische Roma wurden im osmanischen Reich bevorzugt, sodass die meisten Roma zum Islam konvertierten. Im 16. Jahrhundert gab es antiziganistische Gesetze. Zum einen mussten Roma mehr Steuern als andere Volksgruppen bezahlen, außerdem gab es Heiratsbeschränkungen. Roma wurden als ehl-i fesad (Menschen der Bosheit) bezeichnet und Verbrechen wie Prostitution, Mord, Diebstahl, Landstreicherei und Fälschung beschuldigt.
Anfang des 20. Jahrhunderts geriet das heutige Nordmazedonien unter serbische, nach dem Ersten Weltkrieg unter jugoslawische Herrschaft. Die Roma litten unter dem slawischen Nationalismus und waren immer wieder Opfer von Diskriminierung.
Im Zweiten Weltkrieg wurde Mazedonien kurzzeitig Teil Bulgariens (ein kleiner Teil ging ans italienisch besetzte Albanien). Trotz antiziganistischer Positionen innerhalb der Bevölkerung setzte sich der König von Bulgarien gegen die Deportation der Roma und Juden ein, während das verbündete Nazideutschland und andere Achsenmächte hunderttausende Roma ermordete (Porajmos). In albanisch bzw. italienisch besetzten Teil Mazedoniens wurden die Roma stärker verfolgt, wobei es keine verlässliche Angaben über Opferzahlen und Deportationen gibt.
Nach dem Zweiten Weltkrieg ging Nordmazedonien wieder an Jugoslawien. Während andere Volksgruppen einen Minderheitsstatus bekamen, wurden Roma nicht berücksichtigt.
Durch das schwere Erdbeben 1963, in dem die Hauptstadt Skopje schwer beschädigt wurde, wurden viele Roma obdachlos. Die Roma-Siedlung Opština Šuto Orizari ("Shutka") wurde gegründet. Dort leben heute bis zu 80.000 Roma, meist in bitterster Armut. Die Stadt ist die einzige größere Stadt mit Roma-Mehrheit und wird daher "Hauptstadt der Roma" genannt.
Nach dem Zerfall Jugoslawiens ging Nordmazedonien als eines der ärmsten Länder Europas heraus. Vor allem die Roma-Minderheit rutschte weiter in die Armut. Viele Roma sind arbeitslos oder im informellen Sektor tätig, die Bildung ist niedriger als bei Mazedoniern und Roma sind immer wieder Opfer antiziganistischer Diskriminierung. Ein Teil der mazedonischen Roma hat in EU-Staaten Asyl beantragt, meist in Deutschland. Diese werden häufig wieder abgeschoben.
Durch die COVID-19-Pandemie 2020/21 droht sich die Lage der Roma noch weiter zu verschlechtern. Grund sei die schlechte Gesundheitsversorgung, die Wirtschaftskrise und Lockdown-Maßnahmen, die für Roma besonders hart treffen, und die Spaltung der Gesellschaft, die zu noch mehr Antiziganismus führt.

## Demografie

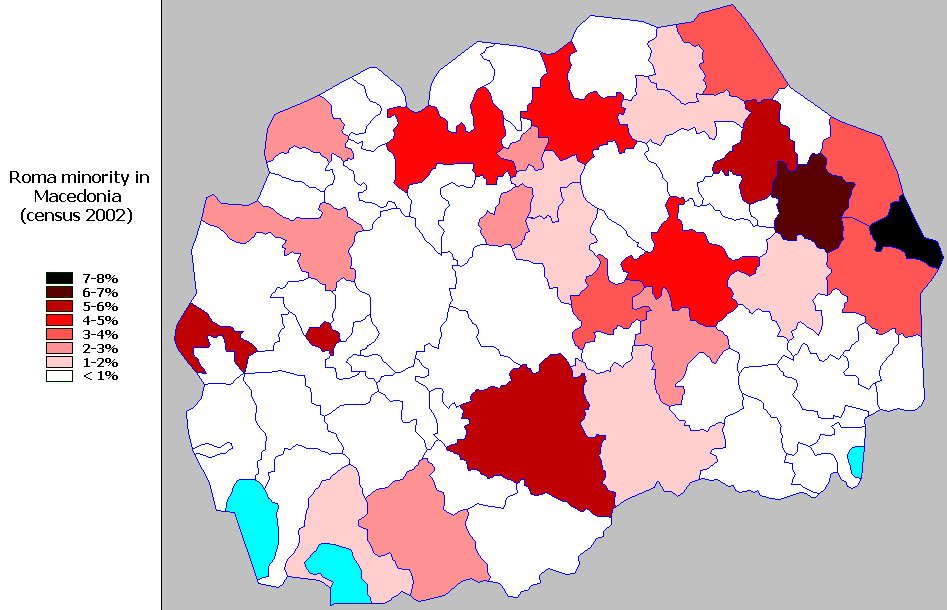
Roma-Anteil nach Gemeinden in Nordmazedonien (Zensus 2002). Der tatsächliche Anteil ist oftmals höher.

Offiziell lebten in Nordmazedonien 2002 53.879 Roma und 3.843 Balkan-Ägypter (Zusammen fast 3 % der Bevölkerung), wobei die inoffizielle Zahl deutlich höher geschätzt wird. Schätzungen reichen bis 200.000. Gründe für die ungenauen Zahlen sind die vielen Roma ohne Papiere. Außerdem verheimlichen viele Roma ihre Abstammung, um nicht diskriminiert zu werden.
Roma sind vor allem im Osten des Landes überrepräsentiert. Die meisten Roma leben jedoch in Opština Šuto Orizari, einer Vorstadt von Skopje, der auch von den Roma Shutka genannt wird. Dort machen Roma die große Mehrheit aus. Offiziell leben in Opština Šuto Orizari 17.000 Menschen (Zensus 2002), die geschätzte Einwohnerzahl reicht bis 80.000. Es ist die einzige größere Stadt mit Roma-Mehrheit, auch der Bürgermeister ist Roma. Opština Šuto Orizari wird daher auch Hauptstadt der Roma genannt. Ein Großteil der Bewohner lebt in slumartigen Behausungen in großer Armut.
Weitere Orte mit hohem Romaanteil sind die Gemeinden Vinica, Pehchevo und Bitcola, in der Hauptstadt Skopje machen sie offiziell rund 4,7 % aus.

## Kultur
Die größte Roma Gruppe in Nordmazedonien sind die Muslimischen Arlije, auch nach Deutschland und Österreich sowie in andere Länder emigrierten viele der Arlije, sie sprechen den Arli-Dialekt.

### Sprache

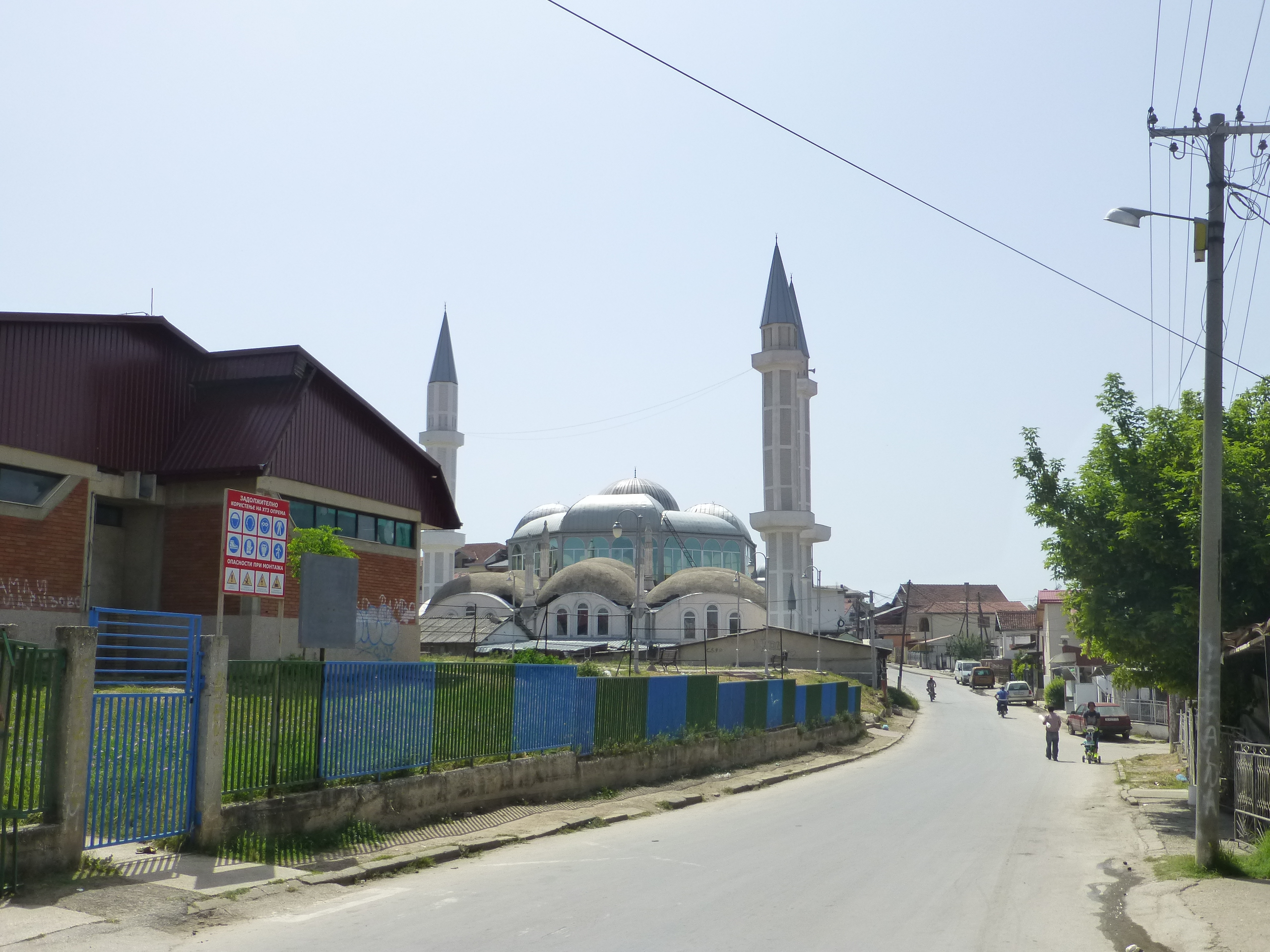
Große Moschee in Shutka

Die meisten Roma sprechen in Nordmazedonien heute Romani, eine indoarische Sprache, die mit Hindi, Panjabi und Marwari verwandt ist. Es werden in Nordmazedonien verschiedene Dialekte gesprochen, z. B. Arli, Džambazi oder Burgudži. Diese Dialekte sind stark durch die mazedonische Sprache geprägt worden und nicht für alle Sprecher anderer Roma-Dialekte verständlich.
Einige Roma sprechen aber Mazedonisch als Muttersprache, da die eigene Sprache in der Vergangenheit keine Anerkennung bekam. In Schulen mit hohem Roma-Anteil (z. B. in Shutka) gibt es freiwilligen Romani-Unterricht. Viele Roma lernen in den Schulen Deutsch.

### Religion
Etwa 75 % gehören dem sunnitischen Islam an. Dieser wurde in der Osmanenzeit eingeführt. Etwa 25 % sind christlich, meist mazedonisch-orthodox. Durch die vielen nicht registrierten Roma gibt es keine genauen Zahlen.

### Familie und Lebensweise
Spätestens seit der Jugoslawien-Zeit sind die einst nomadischen Roma meist sesshaft geworden. Ein großer Teil lebt in slumartigen Siedlungen in Vororten von Großstädten, am bekanntesten ist Shutka. Die Roma leben traditionell in Großfamilien. Die stark patriarchische Familienstruktur und Reste des Kastensystems sind Überbleibsel der indischen Abstammung. Roma mit höherer Bildung lehnen aber diese Lebensweise ab und leben in kleinen Haushalten nach westlicher Lebensweise.